# 홍천 수타사 홍우당 부도
홍천 수타사 홍우당 부도(洪川 壽陀寺 紅藕堂 浮屠)는 대한민국 강원특별자치도 홍천군 영귀미면 덕치리에 있는 조선시대의 승탑이다. 1984년 6월 2일 강원특별자치도의 문화재자료 제15호로 지정되었다.

## 개요
수타사로 들어가는 길 옆에는 7기의 부도가 서 있는데, 이 부도도 그 중의 하나이다. 부도란 승려의 무덤을 상징하여 그 유골이나 사리를 모셔 두는 곳으로, 이 부도는 '홍우당'이라는 호를 가진 승려의 사리를 모시고 있다.
땅 위로 드러난 사각 바닥돌 위로, 3단으로 이루어진 기단(基壇)을 두고, 납작한 공모양의 탑몸돌을 올린 후 지붕돌을 얹은 모습으로, 바닥돌을 제외한 대부분이 6각을 이루고 있다. 기단 중에서 아래받침돌은 옆면마다 선으로 무늬를 새기고, 윗면에는 두 겹의 연꽃잎을 둘러 새겼다. 가운데받침돌은 여섯 모서리에 마디가 있는 작은 기둥을 새겨두고, 면마다 직선으로 이루어진 무늬를 두었다. 윗받침돌은 아래와 대칭되는 두툼한 연꽃잎을 조각하여 장식하였다. 지붕돌은 윗면의 여섯 모서리선이 두툼하게 표현되어 있으며, 모서리에서 미끄러지는 각 귀퉁이가 위로 솟아있다. 꼭대기에는 낮은 받침돌 위로 공 모양과 꽃봉오리 모양의 돌이 차례로 놓여 머리장식을 하고 있다.
6각으로 이루어진 전체적인 구성양식으로 보아, 조선시대 즈음에 이 부도를 세웠을 것으로 짐작된다.

## 현지 안내문
이 홍우당 부도와 같은 유형은 고려말에 나타나기 시작하여 조선시대에 전국적으로 만들어지는 대표적인 양식이다. 고려말까지는 지대석(地臺石)만이 사각형이고 모든 부재들이 8각형인데 비해, 조선시대에는 부도의 가운데 부분인 탑신부가 둥근 원형으로 변화되는 모습을 하고 있다. 이것은 경기 양주군 회암사의 지공·나옹·무학대사의 부도를 시작으로 전국에 확산되었다.
사각형의 지대석(地帶石) 위에 전체적으로 6각형의 부도를 세웠다. 하대석의 각 면에는 한 개의 안상(眼象)을, 기단 중석의 각 모서리에는 작은 기둥을 새겨 넣었다. 기단 상대석에는 위로 향한 연꽃이 매우 힘차 보인다.
홍우당은 1611년(광해군 3)에 태어나 1689냔(숙종 15)에 돌아가신 스님으로, 비문의 글씨가 닳아 읽기가 어려우나, 남양 홍씨이고 법명(法名)은 선천(善天)임을 알 수 있다. 돌아가신 후 화장을 하였는데, 네모진 것 한 알과 둥근 은색 사리 두 알이 나오자 이를 봉안하였다. 비문은 스님이 돌아가신 다음 해인 1690년에 세워졌으므로 부도 역시 이 때 세워진 것으로 추정한다.

## 참고 자료
- 홍천 수타사 홍우당 부도 - 국가유산청 국가유산포털